# Левин, Виктор (биохимик)
Левин Виктор (англ. Levine Victor Emanuel 4 августа 1891, Минск — 29 сентября 1963, США) — американский биохимик. Президент Академии наук штата Небраска (1931—1932).

## Биография
Родился в семье Израиля Левина и Евы Майзельс. С 1898 — в США. В 1914 окончил Колумбийский университет. Преподавал биологическую химию в Колумбийском врачебно-хирургическом колледже (Columbia’s College of Physicians and Surgeons) (1913—1916), доцент кафедры органической химии Фордхемского университета (1916—1917), заведующий патологической лабораторией Бет-Изрейел (1917—1918), профессор биологической химии медицинского факультета Университета Крейтона (1918—1920). С 1920 профессор и заведующий кафедрой биологической химии медицинского факультета Университета Крейтона.
Является автором более 200 статей, посвящённых вопросам витаминологии и обмена веществ. Возглавлял 10 научно-исследовательских экспедиций в Арктику (первая в 1921). Автор монографий «Солнечный свет, питание и обмен веществ» (1931), «Витамины» (1935).

Член Нью-Йоркской академии наук (в 1914—1916 секретарь секции физики, астрономии и химии), Королевского общества искусств и науки (Великобритания), Королевского института философских исследований, Американского географического общества.